# Filippo Baroncini
Filippo Baroncini (ur. 26 sierpnia 2000 w Massa Lombarda) – włoski kolarz szosowy.

## Osiągnięcia
Opracowano na podstawie:

2018
- 3. miejsce w mistrzostwach Włoch juniorów (start wspólny)

2021
- 1. miejsce na 4. etapie Giro Ciclistico d’Italia
- 2. miejsce w mistrzostwach Włoch U23 (start wspólny)
- 1. miejsce w mistrzostwach Włoch U23 (jazda indywidualna na czas)
- 3. miejsce w L’Etoile d’Or
  - 1. miejsce na 2. etapie
- 3. miejsce w Gran Premio di Poggiana
- 2. miejsce w mistrzostwach Europy U23 (start wspólny)
- 1. miejsce w mistrzostwach świata U23 (start wspólny)

## Rankingi
| Rok             | 2019  | 2020  | 2021 | 2022 | 2023 | 2024 |
| --------------- | ----- | ----- | ---- | ---- | ---- | ---- |
| World Ranking   | 1700. | 1257. | 115. | 501. | 517. | 178. |
| UCI Europe Tour | 1127. | 963.  | 99.  | 398. | -    | 146. |
|                 |       |       |      |      |      |      |
| Źródło: UCI     |       |       |      |      |      |      |